# Hertsberge
Hertsberge é uma vila e uma deelgemeente belga, no município de Oostkamp, província de  Flandres Ocidental, com 11,16 km² e 1.675 habitantes em 1 de Janeiro de 2004.